# Genocidi matsé
El genocidi matsé va ser la massacre sistemàtica, patrocinada per l'estat peruà, contra els civils de tribus amazòniques matsés a la vora del riu Yavarí dins del departament de Loreto prop de la frontera amb el Brasil en 1964 durant el primer govern de Fernando Belaúnde Terry. El nombre de morts i ferits és desconegut, però les campanyes són titllades com genocides per ser part d'un procés de colonització i expansió del govern de Lima sobre la selva amazònica.
La selva de l'orient era un tema d'interès per al govern peruà, Belaúnde Terry ja havia deixat clar en la seva obra La conquista del Perú por los peruanos, publicada en 1959, que la amazonia havia de ser aprofitada pels seus recursos naturals, especialment la fusta, i connectar les ciutats amazòniques a la resta del país via carretera. En l'aspecte cultural, el genocidi matsé també va formar part del xoc entre el món mestís occidental civilitzador i el món indígena amazònic, perquè malgrat el mestissatge en les poblacions de la costa i els Andes, figures rellevants com César Lévano van aplaudir l'acció del govern una publicació a Caretas dijo:
| « | A sang i foc, civilització i barbàrie es disputen un territori en què fins ahir campejaven l'escurçó i el tigre. | » |

Els membres de les Forces Armades del Perú que van participar en les operacions antimatsés van ser rebuts amb arengues quan van tornar a Lima; a més, el govern de Belaúnde va intentar justificar el seu accionar en acusar els indígenes d'estar formant guerrilles comunistes, això últim va ser justificació també per a l'ingrés de la Força Aèria dels Estats Units a la zona del Yavarí per a fer costat a les tropes peruanes.

## Context històric

### Relació entre el Perú i la selva loretana
En l'aspecte regional, Loreto hi havia experimentant intents d'independentisme i federalisme; en gairebé totes les temptatives, la participació dels indígenes va ser favorable a les insurreccions, la qual cosa ja provocava una relació tibant entre el govern i els habitants de Loreto.

### Violència contra els pobles originaris

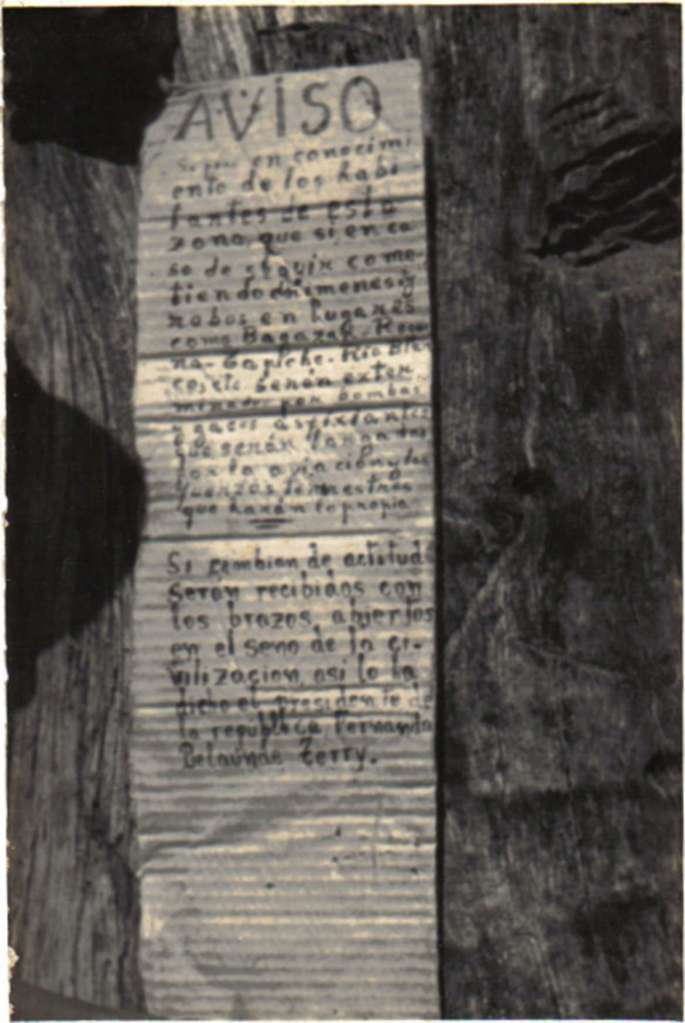
Cartell en castellà en la riba del Yavarí que adverteix als matsés de deixar d'atacar als colonitzadors, els matsés no parlaven espanyol.

Loreto era llavors un territori desconnectat de la resta del país, amb la febre del cautxú es va tornar una àrea que va atreure a cercadors de fortunes, ja en aquest llavors l'empresari Julio César Arana va dur a terme el denominat genocidi del Putumayo entre 1879 a 1912 on els indis de les conques dels rius Putumayo i Caquetá van ser esclavitzats per a l'extracció obligatòria de cautxú aprofitant que en aquest llavors es lliurava el conflicte territorial entre Colòmbia i el Perú.
Encara que els matsés habitaven el riu Yavarí, allunyat de l'àrea de conflicte Putumayo-Caquetá, no van ser aliens al sotmetiment per part de caucheros peruans i brasilers, provocant hostilitat per part dels matsés a intrusos no indígenes en els seus territoris. Els matsés en si en realitat eren un conjunt de tribus molt diverses que van ser agrupades per la seva condició de viure en el riu Yavarí, el seu principal grup són els mayorunas. per tal motiu els matsés havien desenvolupat tècniques de supervivència per a evitar ser detectats per colons, tal com ensenyar als gossos a no bordar quan se'ls ordenava, conrear petites chacras (parcel·les de policultiu) en diferents llocs amagats de la selva i establir períodes més curts d'horticultura itinerant.

## Desenvolupament
A l'octubre de 1964 en la província de Requena, en l'est de Loreto, fusters i colonitzadors peruans van ser emboscats per mayorunas, tribu majoritària dels matsés, davant l'ingrés d'aquests colons a la conca del Yavarí, la posició del govern de Belaúnde va ser enviar a la Força Aèria del Perú per a bombardejar els llogarets de tres dels quatre clans matsés més rellevants per tot el Yavarí. L'accionar del govern va ser qualificat de manera positiva per tota la societat peruana. En el bombardeig, segons Witness to Sovereignty: Revisiting the Latin American Indigenous Peoples' Ethnopolitical Movement de Stefano Varese, en els atacs cap als indis es va utilitzar una bomba de napalm en forma de pràctica per a posteriorment utilitzar aquest armament contra militants de les guerrilles socialistes Ejército de Liberación Nacional (ELN) i el Movimiento de Izquierda Revolucionaria (MIR).
La Força Aèria dels Estats Units des de les seves bases en Panamà va intervenir en el conflicte i també bombardeig els llogarets matsés, relats de pobladors de la zona desmenteixen el relat oficial de la presumpta relació entre guerrilles i mayorunas:
| « | Els contes que vaig llegir en els periòdics eren pura mentida: que hi havia metralladores amb els Matsés, que ells van llançar insults en espanyol (potser alguns sabien algunes paraules), que estaven dirigits per la guerrilla… A Lima havien arribat històries que hi havia guerrilla en la zona i que estava atacant a la gent de Requena i bla, bla, bla. Però era pura mentida. No hi havia guerrilla allí. Després van arribar helicòpters del meu país [el Perú] per a ajudar a evacuar als ferits. Jo he vist les fotos dels helicòpters militars que van arribar des de les bases dels Estats Units a Panamà per a evacuar als ferits. Després van venir els bombarders de l'aviació peruana, crec que van arribar de la base de Chiclayo, i van tirar les seves bombes. Feliçment no van matar als Matsés, però els van espantar. Ells van haver d'abandonar els seus malocas. Es van anar corrent i va ser una cosa horrible, però no va ser una matança. Gracias a Dios. Stefano Varese va escriure sobre això. | » |

Una vegada finalitzat les campanyes militars, el president Fernando Belaúnde va felicitar els fusters al Palau de Govern i va arribar a viatjar a la ciutat de Requena per a inaugurar un aeroport. L'ús de napalm va ser corroborat i confirmat el 9 d'octubre de 1968, pel Govern Revolucionari de la Força Armada del militar Juan Velasco Alvarado que va realitzar un cop d'estat contra Belaúnde aquest mateix any.

## Llegat
Després de la caiguda del Govern Revolucionari de la Força Armada, el genocidi de 1964 no va ser pres en importància per part de l'Estat, encara que en temps contemporanis es crítica que Belaúnde hagi tingut un comportament hostil contra els mayoruna que només es defensaven i un comportament dòcil cap als atemptats del grup terrorista Sendero Luminoso a l'inici de l'Època del terrorisme en 1980 durant el seu segon govern.
En 2020 el president del Consell de Ministres Walter Martos en el marc del primer procés de vacant presidencial contra el mandatari Martín Vizcarra, va invocar la memòria de Belaúnde per qüestions polítiques:
| « | Molts de la nostra generació quan érem joves hem respectat el gran esperit democràtic de l'arquitecte Fernando Belaúnde Terry. Avui la nostra generació senyor arquitecte Fernando Belaúnde Terry on vostè es trobi, li demanem les disculpes perquè mals elements estan tractant de tacar el seu incòlume prestigi que vostè ha tingut. | » |

Aquest acte va ser titllat de «infeliç ocurrència», els crítics també van recordar l'opinió que tenia el mateix Belaúnde sobre les organitzacions de drets humans, en copiar l'estil argentí del dictador Jorge Rafael Videla per a reprimir als dissidents, arribant a respondre despectivament les crides d'Amnistia Internacional per presumptes violacions de drets humans a Ayacucho: «Les cartes d'Amnistia Internacional van al cubell d'escombraries (…) jo no les accepto».
Els governs de Belaúnde també van tenir incidents contra els indígenes dels rius Urubamba i Manu entre els departaments de Cusco i Madre de Dios respectivament.